# Bâra, Prahova
Bâra este un sat în comuna Balta Doamnei din județul Prahova, Muntenia, România.
La sfârșitul secolului al XIX-lea, avea 456 de locuitori și făcea parte din comuna Lipia-Bojdani, plasa Znagovul, din județul Ilfov, iar în perioada interbelică, din comuna Turbați (denumită ulterior Siliștea Snagovului), plasa Buftea-Bucoveni a aceluiași județ Ilfov. În 1950, județele s-au desființat și a trecut în regiunea București, raionul Buftea. La reforma administrativă din 1968, a fost arondat comunei Balta Doamnei din județul Prahova, din care face parte și astăzi.
La sfârșitul secolului al XIX-lea, comuna Lipia-Bojdani făcea parte din plasa Snagov a județului Ilfov și era formată din satele Bojdani, Bâra, Coadele, Dobrosești, Fundu, Ghermănești, Gruiu, Lipia, Șanțu și Turbați, având în total 5242 de locuitori (inclusiv călugării mănăstirii Căldărușani), care trăiau în 1211 case și 9 bordeie. În comună funcționau 8 biserici ortodoxe.
În 1925, comuna făcea parte din plasa Buftea-Bucoveni a aceluiași județ și mai avea doar satele Bojdani, Dobroșești, Lipia, Gruiu și Vlăsia, alături de mănăstirea Căldărușani, populația totală fiind de 4736 de locuitori.
Satele Bâra, Coadele, Fundul, Șanțu Florescu și Turbați s-au separat și au format comuna Turbați, arondată aceleiași plăși, și cu o populație de 3900 de locuitori .
În 1950, cele două comune au fost incluse în raionul Căciulați și apoi (după 1960) în raionul Răcari din regiunea București. În 1964, denumirile satului și comunei Turbați au fost schimbate în Siliștea Snagovului, iar satul Fundu a primit numele de Pescarii .
În 1968, comuna Siliștea Snagovului a fost din nou desființată și a fost inclusă în comuna Gruiu (cu excepția satului Bâra, trecut la Comuna Balta Doamnei din județul Prahova), aceasta devenind parte a județului Ilfov . Tot atunci, satul Pescarii a fost desființat și inclus în satul Siliștea Snagovului .

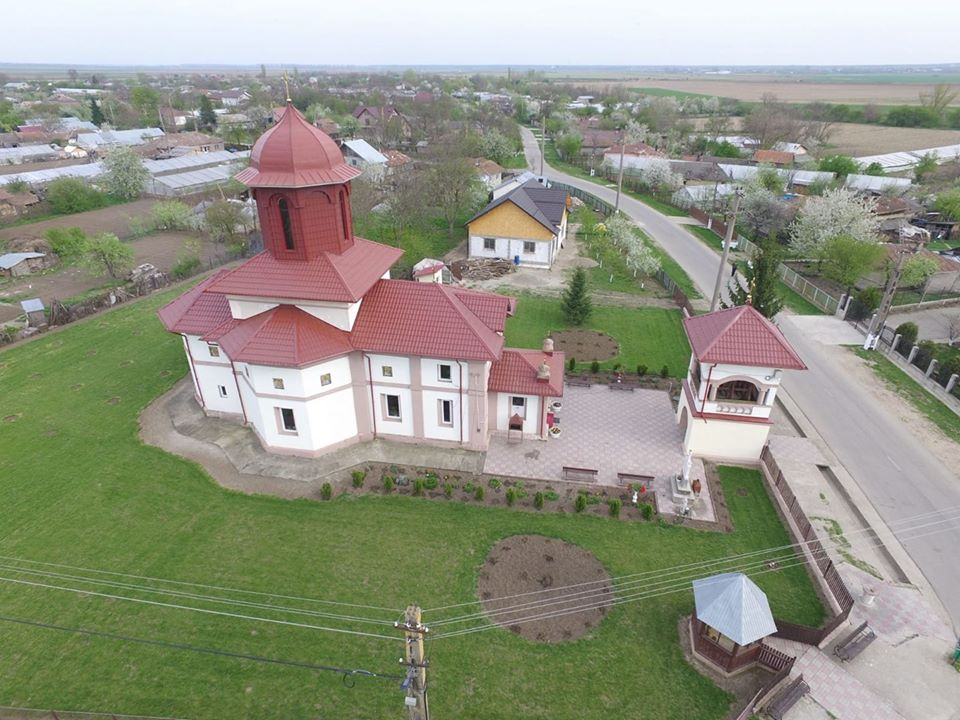
Biserica Ortodoxă Sfântul Dumitru

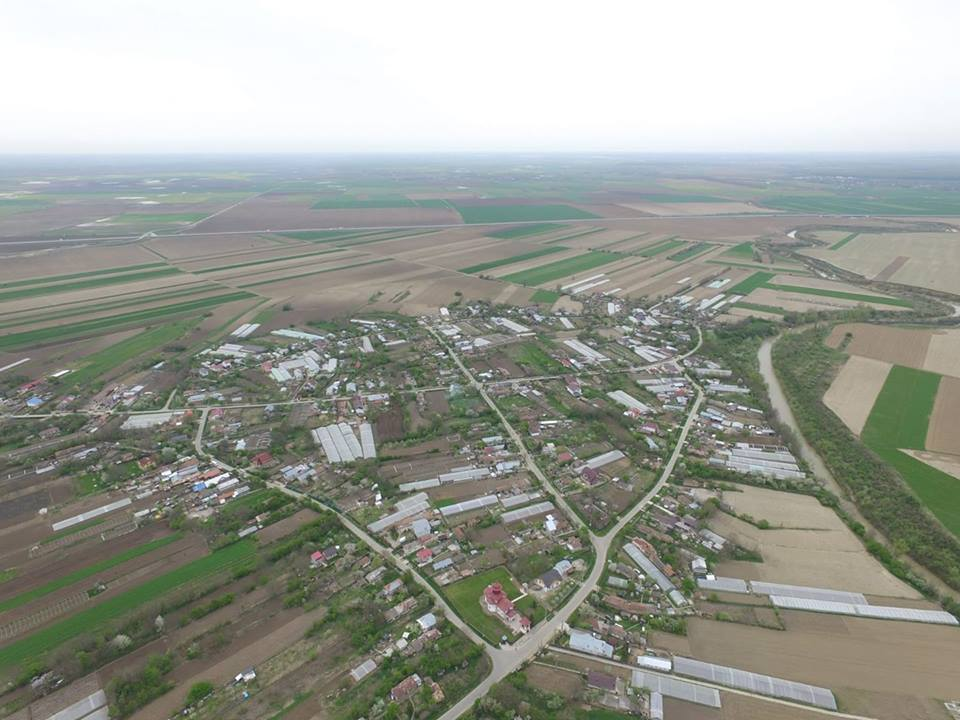
Panoramă

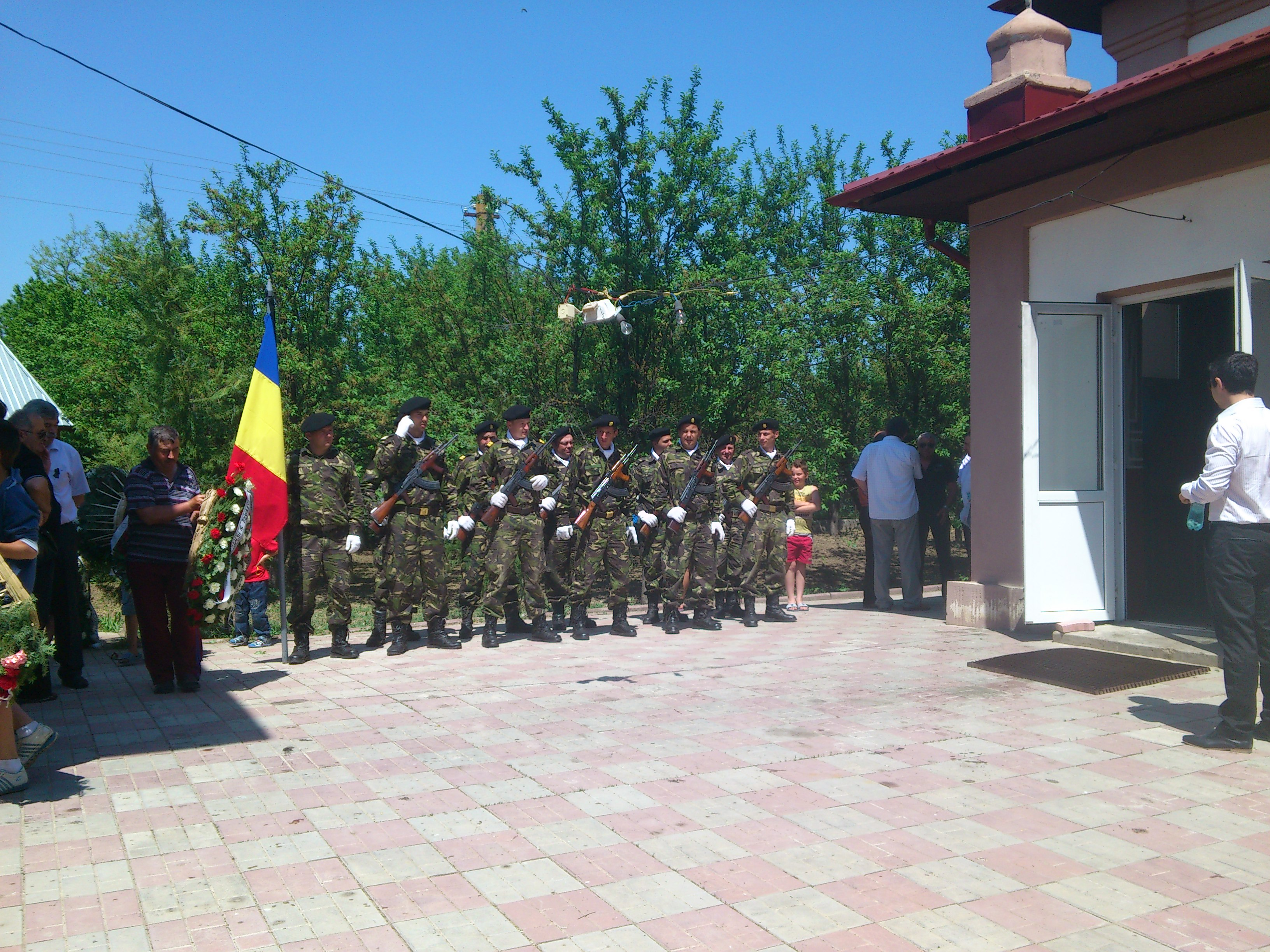
Înmormântarea Amiralului Manole Vasile 2013

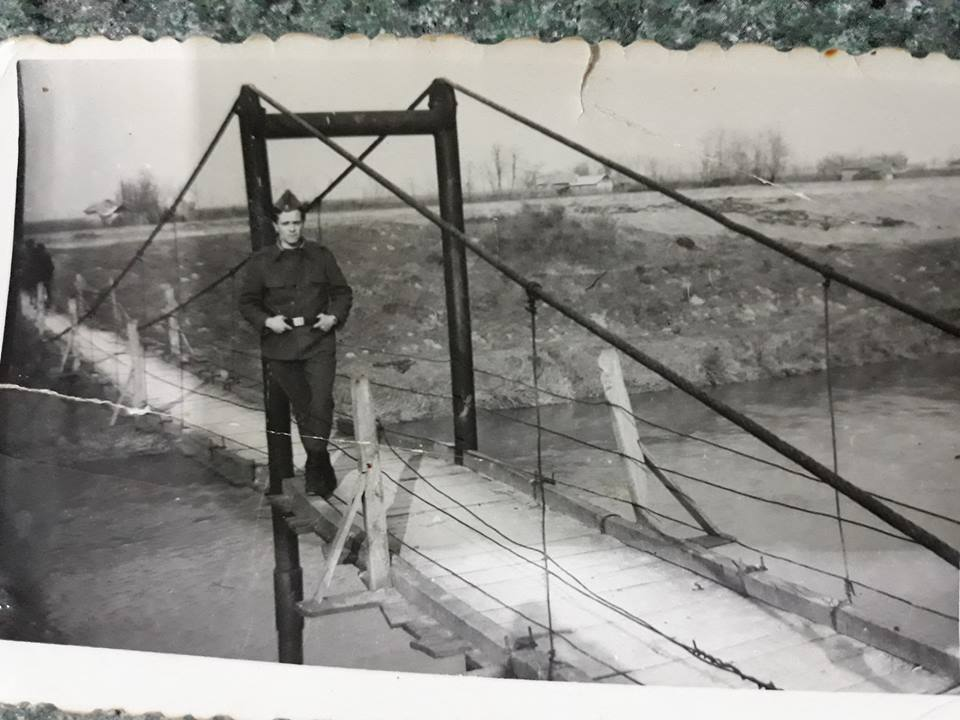
Puntea Bâra in anii 60

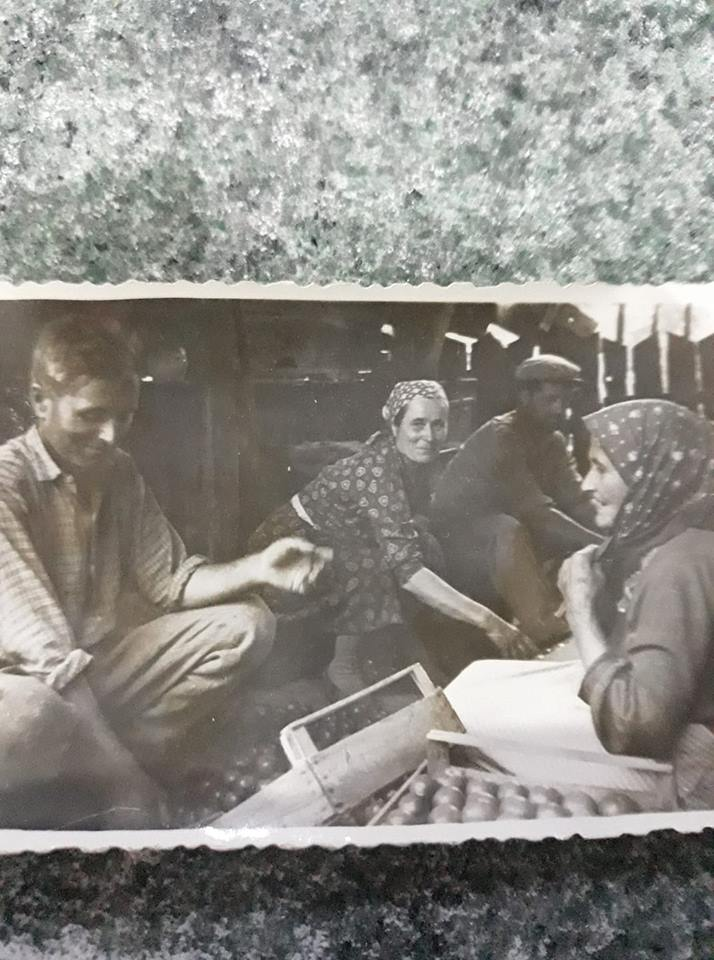
Roșii pregătite pentru export în anii 80

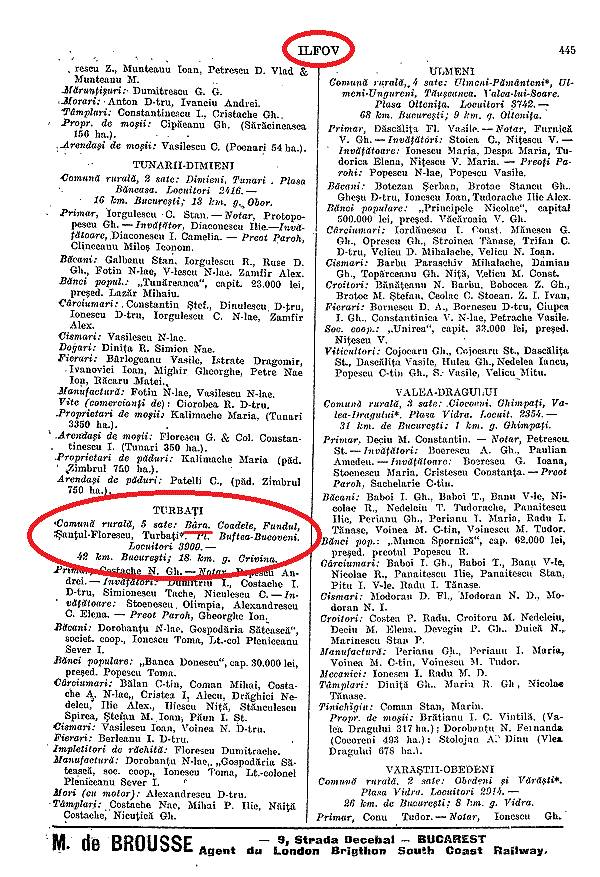
Anuarul "Socec" al Romaniei-mari

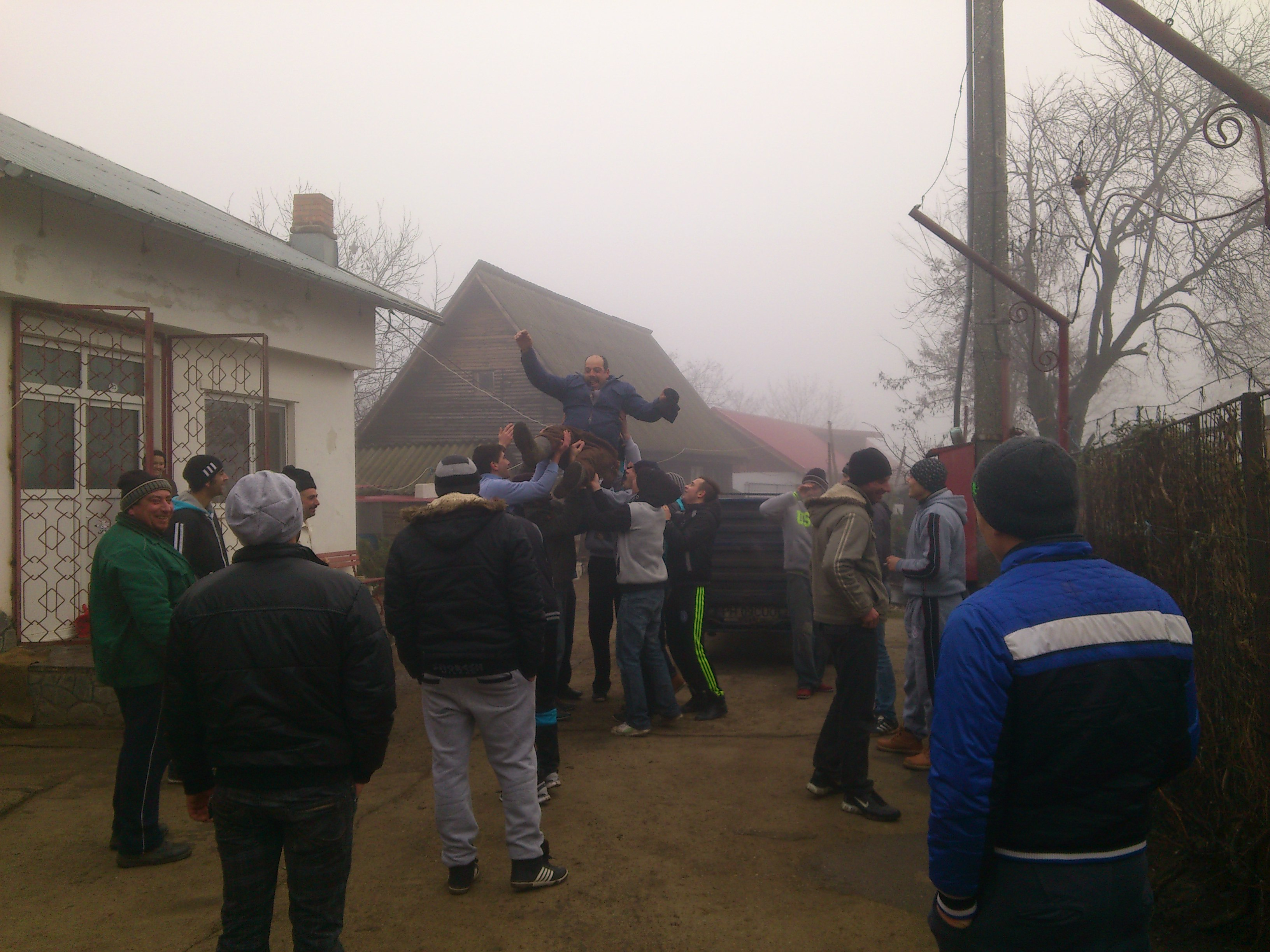
Iordanul de Bobotează 2014

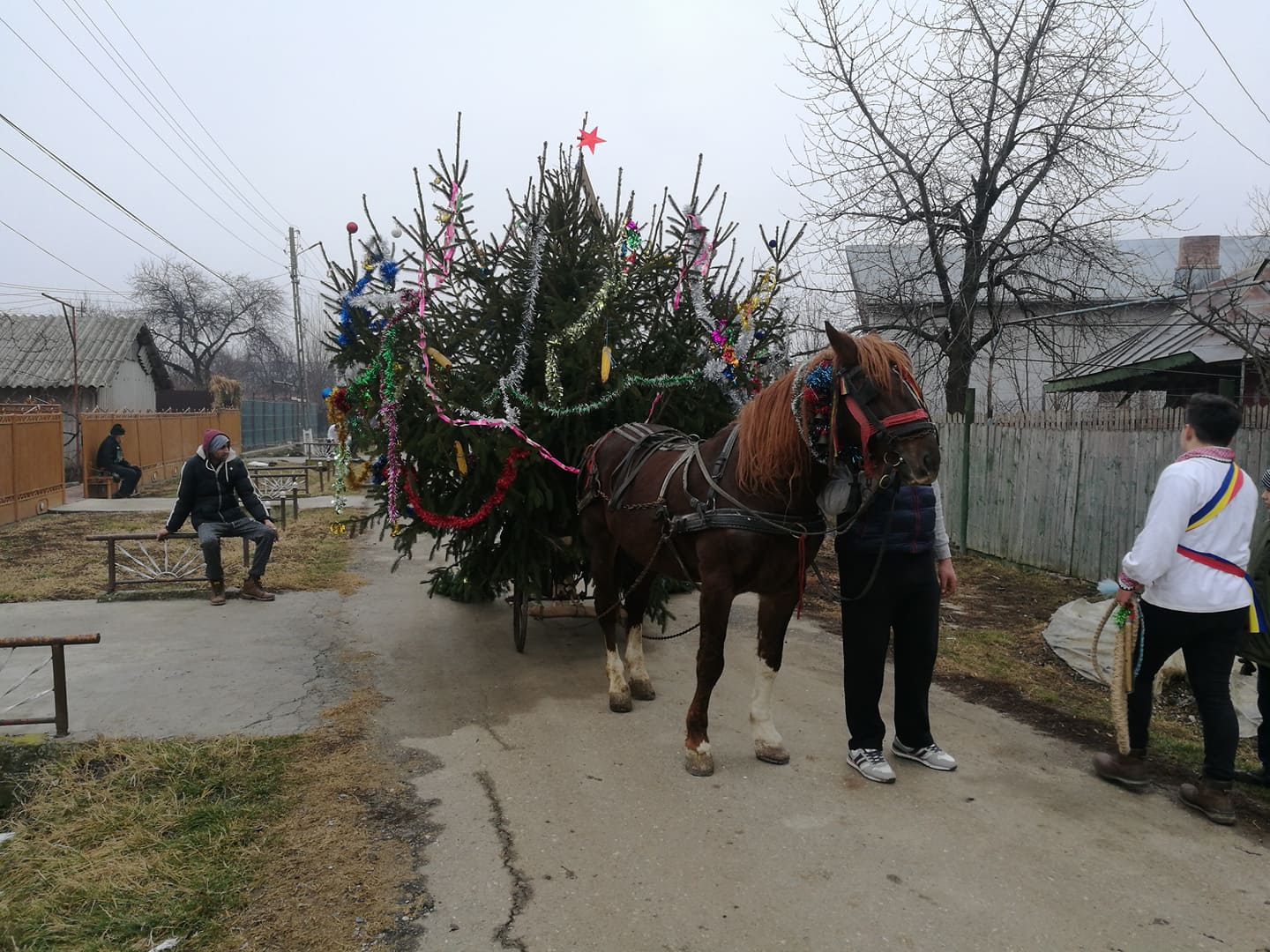
Plugușorul de Anul Nou 2018